# فرانک فورمن
فرانک فورمن (به انگلیسی: Frank Forman) بازیکن فوتبال زادهٔ ۲۳ مه ۱۸۷۵ اهل کشور انگلستان بود که سابقهٔ بازی در تیم ملی فوتبال انگلستان را در کارنامهٔ خود دارد. وی در تاریخ ۵ مارس ۱۸۹۸ نخستین بازی ملی خود را در مقابل تیم ملی فوتبال ایرلند انجام داد و با حضور در ۹ بازی ملی، در تاریخ ۲ مارس ۱۹۰۳ واپسین بازی ملی‌اش را در برابر تیم ملی فوتبال ولز برگزار کرد.
این بازیکن توانسته در بازی‌های ملی، ۱ گل به ثمر برساند.